# Jerzy Passendorfer
Jerzy Passendorfer (* 8. April 1923 in Wilno; † 20. Februar 2003 in Skolimów bei Warschau) war ein polnischer Filmregisseur.

## Leben
Jerzy Passendorfer war Sohn von Władysław Passendorfer, einem Oberstleutnant der polnischen Armee. Jerzy Passendorfer war während des Zweiten Weltkrieges als Theaterschauspieler aktiv und begann ein Schauspielstudium in Krakau. Nach dem Krieg war er für einige Jahre Kameramann bei der Kino-Wochenschau. Er studierte Regie an der staatlichen Filmhochschule in Łódź und führte dies bis 1951 an der Film- und Fernsehfakultät der Akademie der Musischen Künste in Prag fort. Als Filmregisseur wurde der Zweite Weltkrieg in Polen sein Hauptmotiv.
Von 1993 bis 1997 war er Mitglied im Sejm in der Liste von Bund der Demokratischen Linken.

## Filmografie (Auswahl)
- 1957: Der Schatz des Kapitäns Martens (Skarb kapitana Martensa)
- 1959: Attentat (Zamach)
- 1961: Angeklagt (Wyrok)
- 1962: Die abgerissene Brücke (Zerwany most)
- 1964: Fackeln im Wald (Barwy walki)
- 1966: Ohrfeigen mit Musik (Mocne uderzenie)
- 1969: Richtung Berlin (Kierunek Berlin)
- 1969: Der Tag, an dem die Freundschaft begann (Dzień oczyszczenia)
- 1969: Die letzten Tage (Ostatnie dni)
- 1970: Aktion Brutus (Akcja Brutus)
- 1971: Tötet das schwarze Schaf (Zabijcie czarną owcę)
- 1974: Janosik (Fernsehserie, 13 Folgen)
- 1974: Janosik
- 1986: Wie Möwen im Wind (Mewy)